# Antonio Accorsi
Pour les articles homonymes, voir Accorsi.
Antonio Accorsi, né le 11 juillet 1937 à Bagnolo in Piano (Émilie-Romagne), est un coureur cycliste italien, professionnel de 1960 à 1962.

## Palmarès
- 1961
  - 2e du Grand Prix Ceramisti

## Résultats sur les grands tours

### Tour d'Italie
3 participations
- 1960 : abandon (11e étape)
- 1961 : 70e
- 1962 : abandon (14e étape)

### Tour d'Espagne
1 participation
- 1961 : 29e